# Port Al-Dżubajl
Port morski Al-Dżubajl leży nad Zatoką Perską, niedaleko miasta Al-Dżubajl w Arabii Saudyjskiej. 
Budowę portu rozpoczęto w 1974, aby odciążyć port Dammam. 
Port Al-Dżubajl składa się z dwóch głównych części: Industrial Port i Commercial Port, leżących na dwóch sztucznie nasypanych półwyspach, częściowo osłoniętych falochronem. 
Z portu wywożone są głównie produkty pobliskich zakładów przemysłowych: Produkty ropy naftowej, żelazo i wyroby stalowe, aluminium i siarka. Przywóz obejmuje koncentrat rudy żelaza, wapień i tlenek glinu.
W 2007 port obsłużył 1779 statków o łącznej nośności ponad 66 mln ton. 
W 2009 przywóz łącznie to 6 741 338 ton, zaś wywieziono 36 348 430 ton ładunków.
Do portu mogą zawijać statki o zanurzeniu do 12,6m, (tankowce) do 24m).
Obok portu handlowego znajduje się port rybacki (głębokość do 3m), a 5 km na południe leży King Abdul Aziz Naval Base, baza Marynarki Wojennej.
1. Persian Gulf Pilot. Taunton: UKHO, 2008. ISBN 978-0-70-771-8675. Brak numerów stron w książce-Locja brytyjska
2. Strona portu. [dostęp 2010-03-21]. (ang.).